# Teucrium helichrysoides
Teucrium helichrysoides là một loài thực vật có hoa trong họ Hoa môi. Loài này được (Diels) Greuter & Burdet miêu tả khoa học đầu tiên năm 1985.